# Goshawk
Goshawk Aviation Limited是一家從事商用飛機租賃的公司。Goshawk在愛爾蘭都柏林和香港設有辦事處，是新創建集團和周大福集團旗下公司。
2015年1月，新創建集團以2.225億美元向收購周大福集團旗下Goshawk Aviation Limited 40%股權。
2018年6月，Goshawk以收購愛爾蘭飛機租賃公司Sky Aviation Leasing International Limited（簡稱：SALI）。SALI成立於2015年，其擁有和承諾購置的機隊共有51架飛機。

## 外部連結
- Goshawk Aviation Limited （页面存档备份，存于）